# Estaing (Altos Pirenéus)
Estaing é uma comuna francesa na região administrativa de Occitânia, no departamento dos Altos Pirenéus. Estende-se por uma área de 71,53 km². Em 2010 a comuna tinha 90 habitantes (densidade: 1,3 hab./km²).

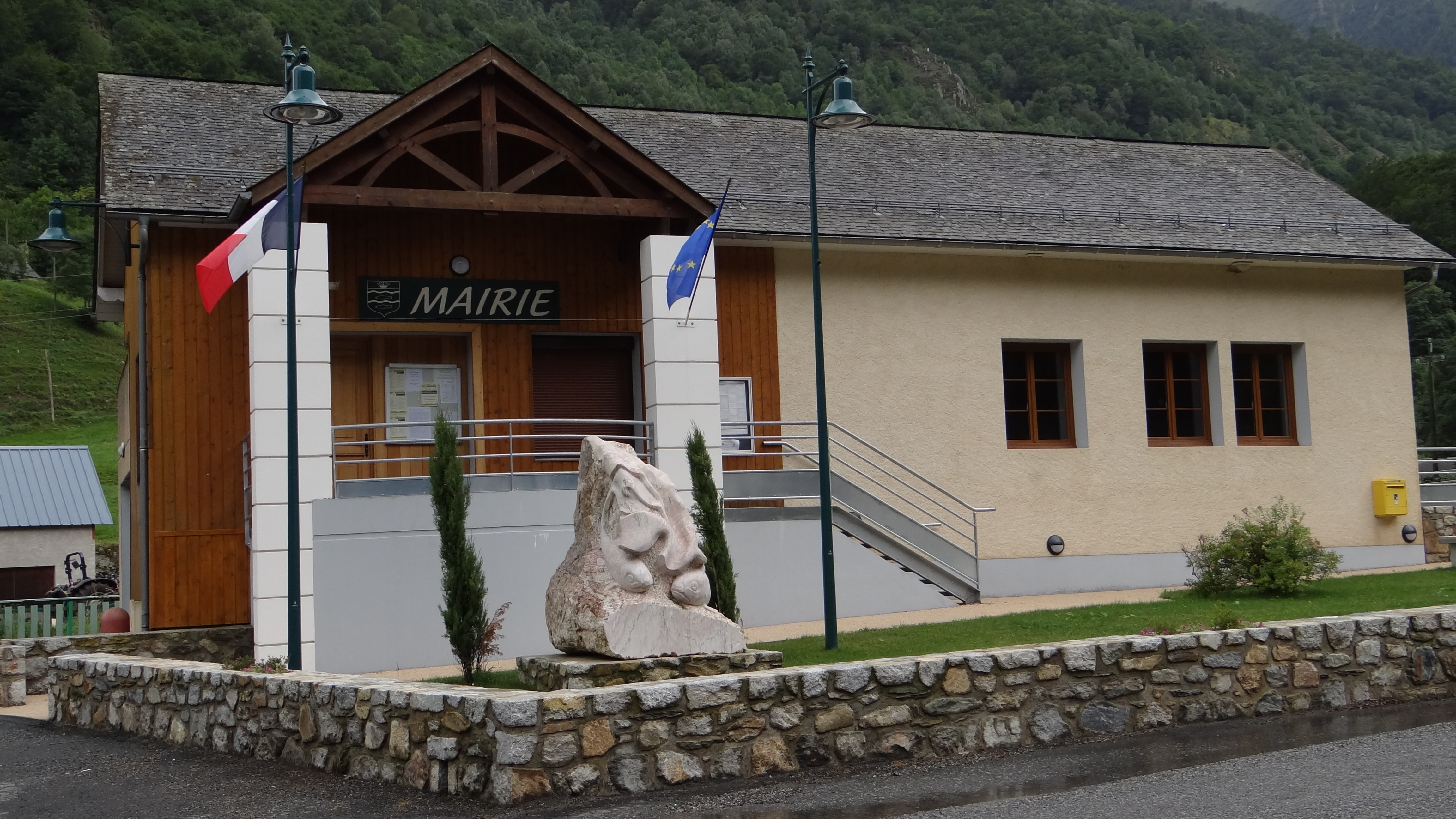
Estaing - la Mairie